# Jaegung-dong
Jaegung-dong (koreanska: 재궁동) är en stadsdel i staden Gunpo i provinsen Gyeonggi i Sydkorea, 23 km söder om huvudstaden Seoul.
Gunpo stadshus ligger i Jaegung-dong.